# Géza Szávai

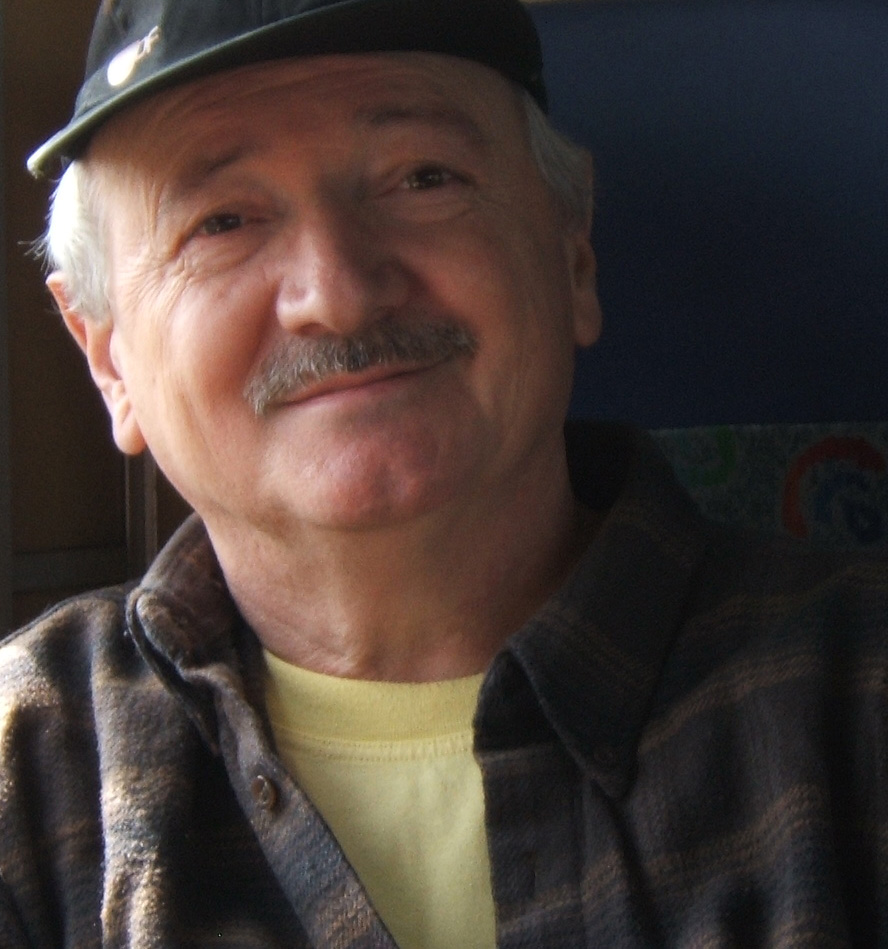
Géza Szávai

Géza Szávai (n. 4 decembrie 1950) este un romancier maghiar.

## Viața
Géza Szávai s-a născut în 1950, în Ținutul Secuiesc. După absolvirea facultății, a predat pentru scurt timp, lucrând apoi ca jurnalist și editor. Trăiește în Budapesta din 1988. În 1994 a fondat Casa Editorială PONT, care publică volume (și periodice) în mai multe limbi. Este inițiatorul unui program internațional numit CONFLUX (opusul conflictului), lansat împreună cu prietenii lui din Europa și de dincolo de ocean. Scrie proză și eseuri. Cartea lui cea mai cunoscută, Ierusalimul Secuiesc, este un emoționant “roman-eseu”, înglobând documente istorice, reflecții, memorii și confesiuni personale, care prezintă povestea tragică a secuilor care s-au convertit la credința evreilor și au devenit – cum pretindeau ei – “evrei în spirit”. 
Varietatea și experimentul caracterizează opera lui Géza Szávai ca romancier.
Mileniul trecut la Marienbad, un roman descris drept “monumental” de critici, discută crizele personale și colective din Ungaria post-comunistă.
Acțiunea romanului său intitulat Arca Alettei se desfășoară în Japonia, care – după masacrarea creștinilor europeni și autohtoni – se izolează de restul lumii pentru două secole. 
Fascinat de posibilitățile diversității, Szávai susține că fiecare roman al său reprezintă un gen aparte.
El crede că chiar si un număr mic de pagini sau fraze concepute de un adevărat romancier sunt suficiente pentru a transmite profunzimea unui întreg roman.
În seria sa Romane mari și mici, autorul experimentează o tehnică unică de a scrie romane. Primul volum din serie, Cineva trece prin zăpadă, a fost publicat în 2008.
Într-un interviu despre cea mai recentă operă a sa, Te-am purtat prin minunate țări (2013), Szávai afirmă că “astăzi, este la modă să folosești expresia „muzica lumii” (world music). Pornind de la această idee, după părerea mea, chiar acum în profunzimile ființei noastre se desfășoară romanele lumii actuale, care ne întrepătrund.
A aduce la suprafață romanele lumii noastre, consider că asta este misiunea mea”   
În ceea ce privește interpretarea pe care autorul o dă cuvântului “minune”, el spune următoarele:
“Există, desigur, multă auto-ironie și o umbră de amărăciune în modul în care folosesc eu acest cuvânt –  minune – dar, totuși, încă îl folosesc cu o seriozitate pasionată …	”

## Lucrări

### Romane
- Kivégezzük nagyapádat (“Iți executăm bunicul”, scris în 1974, prima aparitie – neintegrală – in 1982, editia 2-a integrală in 2014)
- Séta gramofonzenére (apărut în română cu titlul “Promenadă cu femei și țapi”, cu postfata lui Mircea Nedelciu, 1996; prima ediție: 1985, publicat și în germană și rusă, si în poloneză, in pregatire in cehă)
- Oszlik a bál (apărut în română cu titlul “Vă binecuvântez cu gloanțe”, în 1998; scris în 1986, prima ediție: 1990, a apărut și în rusă, în pregătire în germană)
- Utóvéd (Ariergardă, prima-ediție: 1987, în pregătire în engleză)
- Ki látott minket meztelenül? (“Cine ne-a văzut in pielea goală?” Prima ediție: 1998, în pregătire în franceză și română)
- Székely Jeruzsálem („Ierusalimul secuiesc”; prima ediție: 2000, a cincia ediție în maghiară: 2013, publicat și în franceză și română)
- Aletta bárkája („Arca Alettei”, prima ediție: 2006)
- Múlt évezred Marienbadban („Ultimul mileniu la Marienbad”, prima ediție: 2009)
- Valaki átment a havon – Kisregények és nagyregények („Cineva trece prin zăpadă – Romane mari și mai mici”; prima ediție: 2008)
- Csodálatos országokba hoztalak („Te-am purtat prin minunate țări”, prima ediție: 2013)

### Colecții de povestiri scurte
- A megfigyelő („Cel care te observă”; prima ediție: 1987)
- Kivégzősdi („De-a execuția”, 1994)

### Colecții de eseuri
- Helyzettudat és irodalom („Conștientizarea situațiilor – și literatura”; prima ediție: 1980);
- Lánc, lánc, Eszterlánc – Vázlat a gyermek világáról („Schiță a lumii copilulu”i; prima ediție: 1983; a doua ediție, dezvoltată în trei volume: GYERMEKVILÁG TRILÓGIA –TRILOGIA COPILULUI
- A hazugság forradalma – A kisgyermek és a valóság; „Revoluția minciunilor – Copilul și realitatea” (Lánc, lánc, Eszterlánc I., 1997);
- Ribizlikávé –A nyelv és a vers születése ; „Cafea de stafidă – Nașterea limbajului și a poeziei” (Lánc, lánc, Eszterlánc II., 1998);
- Láss csodát – A rajzoló kisgyermek lélektana ; „Să vezi minuni – Psihologia copilului care desenează” (Lánc, lánc, Eszterlánc III., 2010)

### Colecții de povești
- A Zöld Sivatag vőlegénye („Făt Frumos din Pustiul Verde”; prima ediție: 1981, a patra ediție, revizuită: 2014);
- Szávai a scris o serie în șapte volume de povești pentru copii: Burgum Bélus, a mesterdetektív („Burgum Bélus, superdetectivul”). Patru volume sunt publicate până în prezent:
- Burgum Bélus, a mesterdetektív („Burgum Bélus, superdetectivul”),
- Égi elefántok, avagy B.B. nyomozásai a világűrben („Elefanți pe cer sau Investigațiile lui B.B în spațiu”),
- A rettenthetetlen vizimedve, avagy B.B. nyomozásai az óceánban („Neînfricatul urs de apă sau Investigațiile lui B.B în ocean”),
- Burgum Bélus az Ezeregyéjben („Burgum Bélus în cele 1001 de nopți”)

Ediții în limbi străine ale seriei cu Burgum Bélus sunt în curs de elaborare.